# Tyalgum
Tyalgum – miasto w Australii, w stanie Nowa Południowa Walia.